# 日本のスポーツ関連団体一覧
日本のスポーツ関連団体一覧（にほんのスポーツかんれんだんたいいちらん）は、日本のスポーツ関連団体を列挙したものである。

## 公益財団法人
- 合気会
- 安藤スポーツ・食文化振興財団
- 石本記念デサントスポーツ科学振興財団
- 大崎企業スポーツ事業研究助成財団
- 健康・体力づくり事業財団
- 講道館
- 笹川スポーツ財団
- スポーツ安全協会
- スポーツ医・科学研究所
- 全国高等学校体育連盟
- 全日本空手道連盟
- 全日本弓道連盟
- 全日本柔道連盟
- 全日本スキー連盟
- 全日本大学野球連盟
- 全日本なぎなた連盟
- 全日本軟式野球連盟
- JAPAN BOWLING
- 体力つくり指導協会
- ツール・ド・北海道協会
- 東京海上スポーツ財団
- 日本アイスホッケー連盟
- 日本アンチ・ドーピング機構
- 日本オリンピック委員会
- 日本学生航空連盟
- 日本学生野球協会
- 日本学校体育研究連合会
- 日本棋院
- 日本ゲートボール連合
- 日本高等学校野球連盟
- 日本ゴルフ協会
- 日本健康スポーツ連盟
- 日本サイクリング協会
- 日本サッカー協会
- 日本少年野球連盟
- 日本自転車競技連盟
- 日本パラスポーツ協会
- 日本水泳連盟
- 日本スケート連盟
- 日本スポーツクラブ協会
- 日本相撲協会
- 日本相撲連盟
- 日本セーリング連盟
- 日本ソフトテニス連盟
- 日本ソフトボール協会
- 日本スポーツ協会
- 日本スポーツ施設協会
- 日本体操協会
- 日本卓球協会
- 日本ダンススポーツ連盟
- 日本中学校体育連盟
- 日本釣振興会
- 日本テニス協会
- 日本バスケットボール協会
- 日本バドミントン協会
- 日本バレーボール協会
- 日本ハンドボール協会
- 日本武道館
- 日本プロスポーツ協会
- 日本ボールルームダンス連盟
- 日本野球連盟
- 日本陸上競技連盟
- 日本ライフセービング協会
- 日本ラグビーフットボール協会
- 日本レクリエーション協会
- 日本レスリング協会
- 日本YMCA同盟
- 日本YWCA
- ハーモニィセンター
- ブルーシー・アンド・グリーンランド財団
- マリンスポーツ財団
- ミズノスポーツ振興財団
- 盛田正明テニス・ファンド
- 吉田記念テニス研修センター
- ヨネックススポーツ振興財団
- ライフスポーツ財団

## 公益社団法人
- 自彊術普及会
- 少年軟式野球国際交流協会
- 真向法協会
- スポーツ健康産業団体連合会
- 整体協会
- 全国子ども会連合会
- 全国乗馬倶楽部振興協会
- 全国スポーツ推進委員連合
- 全国大学体育連合
- 全国野球振興会
- 全日本アーチェリー連盟
- 大日本弓馬会
- 全日本ゴルフ練習場連盟
- 全日本銃剣道連盟
- 全日本ダンス協会連合会
- 全日本フルコンタクト空手道連盟
- 日本一輪車協会
- 日本エアロビックフィットネス協会
- 日本エアロビック連盟
- 日本オリエンテーリング協会
- 日本カーリング協会
- 日本カヌー連盟
- 日本空手協会
- 日本キャンプ協会
- 日本近代五種協会
- 日本グライダークラブ
- 日本グラウンド・ゴルフ協会
- 日本グラススキー協会
- 日本けん玉協会
- 日本航空機操縦士協会
- 日本滑空協会
- 日本山岳ガイド協会
- 日本山岳会
- 日本山岳・スポーツクライミング協会
- 日本3B体操協会
- 日本将棋連盟
- 日本職業スキー教師協会
- 日本新体操連盟
- 日本スカッシュ協会
- 日本スポーツチャンバラ協会
- 日本青伸会
- 日本ダーツ協会
- 日本タートル協会
- 日本チアリーディング協会
- 日本綱引連盟
- 日本テニス事業協会
- 日本トライアスロン連合
- 日本ネイチャーゲーム協会
- 日本馬術連盟
- 日本パークゴルフ協会
- 日本パブリックゴルフ場協会
- 日本パワーリフティング協会
- 日本バレエ協会
- 日本ハング・パラグライディング連盟
- 日本ビリヤード協会
- 日本フィットネス協会
- 日本フェンシング協会
- 日本フォークダンス連盟
- 日本武術太極拳連盟
- 日本プロゴルフ協会
- 日本プロサッカーリーグ
- 日本プロテニス協会
- 日本プロボウリング協会
- 日本ペタンク・ブール連盟
- 日本ボウリング場協会
- 日本ボディビル・フィットネス連盟
- 日本ホッケー協会
- 日本ライフル射撃協会
- 日本ローイング協会
- 公益社団法人日本アメリカンフットボール協会

## 一般財団法人
- 休暇村協会
- 上月財団
- 健康・いきがい開発財団
- 社会スポーツセンター
- 少林寺拳法連盟
- 世界少年野球推進財団
- 全日本学校剣道連盟
- 全日本剣道道場連盟
- 全日本剣道連盟
- スポーツ振興資金財団
- 滝井記念財団
- 東京スポーツ新聞格技振興財団
- 東京ローンテニスクラブ
- 日本ウエルネス協会
- 日本オートスポーツセンター
- 日本海洋レジャー安全・振興協会
- 日本健康開発財団
- 日本航空協会
- 日本サイクルスポーツセンター
- 日本スポーツ仲裁機構
- 日本バウンドテニス協会
- 日本ボクシングコミッション
- 日本万歩クラブ
- 日本モーターサイクルスポーツ協会
- 日本ユースホステル協会
- 日本ラジコン電波安全協会
- 日本リトルシニア中学硬式野球協会
- 関西学生アメリカンフットボール連盟
- 関東学生アメリカンフットボール連盟
- 日本フットサル連盟

## 一般社団法人
- 関東学生陸上競技連盟
- アスリートオーナー
- 日本アニマルピック委員会
- SLカートスポーツ機構
- 京都大学学士山岳会
- JD-STER
- 自転車協会
- JAWA日本アームレスリング連盟
- ジャパンタッチ協会
- ストリートダンス協会
- 全日本空手審判機構
- 全国高等専門学校連合会
- 全国森林レクリエーション協会
- 全日本学生柔道連盟
- 全日本空道連盟
- 全日本クロスボウ協会
- 全日本狩猟倶楽部
- 全日本指定射撃場協会
- 全日本柔術連盟
- 全日本ジュニア体操クラブ連盟
- 日本障がい者eスポーツ協会
- 全日本潜水連盟
- 全日本槍道連盟
- 全日本釣り団体協議会
- 全日本テコンドー協会
- 全日本BMX連盟
- 全日本フライボード協会
- ターゲットバードゴルフ普及会
- 日本RV協会
- 日本ボクシング連盟
- 日本eスポーツ連合
- 日本インディアカ協会
- 日本インラインスケート協会
- 日本ウェイクボード協会
- 日本ウエイトリフティング協会
- 日本ウオーキング協会
- 日本オートキャンプ協会
- 日本オーストラリアンフットボール協会
- 日本カバディ協会
- 日本キャスティングスポーツ連盟
- 日本キンボールスポーツ連盟
- 日本クリケット協会
- 日本クレー射撃協会
- 日本コーフボール協会
- 日本こどもフィットネス協会
- 日本ゴルフ場事業協会
- 日本ゴルフトーナメント振興協会
- 日本サーフィン連盟
- 日本サンボ連盟
- 日本自動車連盟
- 日本ジュニアヨットクラブ連盟
- 日本女子プロゴルフ協会
- 日本水中スポーツ連盟
- 日本市民スポーツ連盟（IVV-JAPAN）
- 日本スイミングクラブ協会
- 日本スキムボード協会
- 日本スケートボード協会
- 日本スポーツウエルネス吹矢協会
- 日本チアダンス協会
- 日本伝書鳩協会
- 日本ドラゴンボート協会
- 日本バイアスロン連盟
- 日本パドルテニス協会
- 日本バトン協会
- 日本鳩レース協会
- 日本飛行連盟
- 日本フィットネス産業協会
- 日本フライングディスク協会
- 日本ブラジリアン柔術連盟
- 日本フラメンコ協会
- 日本プロサーフィン連盟
- 日本プロ麻雀協会
- 日本プロ野球選手会
- 日本ペタンク連盟
- 日本ホースボール協会
- 日本ボブスレー・リュージュ連盟
- 日本マーチングバンド・バトントワーリング協会
- 日本マスターズ水泳協会
- 日本マリーナ・ビーチ協会
- 日本野球機構
- 日本遊技関連事業協会
- 世界ゆるスポーツ協会
- 日本ヨーヨー連盟
- 日本ランバイク協会
- 日本ドローンレース協会
- ワールドスケートジャパン
- 一般社団法人京都大学アメリカンフットボールクラブ
- 一般社団法人 KG FIGHTERS CLUB
- 一般社団法人東大ウォリアーズクラブ
- 一般社団法人明大サッカーマネジメント
- 一般社団法人 慶應ラグビー倶楽部
- 一般社団法人大学スポーツ協会
- 一般社団法人日本フットサルトップリーグ

## 特定非営利活動法人
- AOPA-JAPAN
- グリーンウッド自然体験教育センター
- 国際武道連盟
- 国際ヨガ協会
- 市村自然塾関東
- 市村自然塾九州
- ジャパンゲームフィッシュ協会
- 青少年空手道一友会
- 全国ラジオ体操連盟
- 全日本総合武道連盟
- TEAM i
- 日本合気道協会
- 日本アウトフィットネス協会
- 日本アダプティブローイング協会
- 日本アルゼンチンタンゴ・ダンス協会
- 日本居合道連盟
- 日本抜刀道連盟
- 日本医師スポーツ協会
- 日本医師ジョガーズ連盟
- 日本移植者スポーツ協会
- 日本ウインドサーフィン連盟
- 日本オフロードショートトラック連盟
- 日本オリンピアンズ協会
- 日本車いすダンススポーツ連盟
- 日本拳法協会
- 日本サイクルレーシング協会
- 日本Gボール協会
- 日本水上スキー連盟
- 日本スヌーカー連盟
- 日本頭脳スポーツ協会
- 日本スピードボール協会
- 日本ダブルダッチ協会
- 日本スポーツ芸術協会
- 日本ティーボール協会
- 日本バトントワリング協会
- 日本バーンゴルフ協会
- 日本フリークライミング協会
- 日本ペイントボール協会（JPA)
- 日本ペイントボール競技連盟 (PDI)?
- 日本マイクロラト航空連盟
- 日本マレットゴルフ協会
- 日本ミニゴルフスポーツ協会
- 日本モデルロケット協会
- 日本躰道協会
- 日本ラケットボール協会
- 日本鷹匠協会
- 日本ワールドゲームズ協会
- 特定非営利活動法人東京都アメリカンフットボール協会

## 任意団体等
- I.S.U.日本武道連盟
- エクストリームアイロニングジャパン
- エクスペリメンタル航空機連盟
- 拳法会
- JDDA
- 滋賀県フライングディスク協会
- 手裏剣普及協会
- 昭和新山国際雪合戦 -Showa-Shinzan International Yukigaseen-
- 新宿ショートテニス協会
- 新日本スポーツ連盟
- 世界空手道連盟
- 世界スポーツスタッキング協会ジャパン
- 全国自家用ヘリコプター協議会
- 全国小学校体育連盟
- 全国小学校体育研究連盟
- 全国専門学校体育連盟
- 全国専門学校卓球連盟
- 全国専門学校野球連盟
- 全国福祉レクリエーション・ネットワーク
- 全国麻雀業組合総連合会
- 全国盲学校体育連盟
- 全国レク・コーディネーター・ネットワーク
- 全国聾学校体育連盟
- 全日本合気道連盟
- 全日本居合道連盟
- 全日本磯釣連盟
- 全日本斧道連盟
- 全日本グランドソフトボール連盟
- 全日本硬式空手道連盟
- 全日本小太刀道連盟
- 全日本古武道連盟
- 全日本サーフキャスティング連盟
- 全日本皿回し協会
- 全日本柔拳連盟
- 全日本杖道連盟
- 全日本スポーツカイト協会
- 全日本鷹狩協議会
- 全日本玉入れ協会
- 全日本中国拳法連盟
- 全日本刀道連盟
- 全日本双節棍道連盟
- 全日本抜刀道連盟
- 全日本舞踊連合
- 全日本ホバークラフト協会
- 全日本モーターサイクルクラブ連盟
- 全日本モデルパワーボート連盟
- 全日本遊技事業協同組合連合会
- 全日本リズムなわとび協会
- 日本アクアスキッパー協会
- 日本アマチュアボートレース連盟
- 日本アマチュアポケットビリヤード連盟
- 日本RCパイロン・レース協会
- 日本RC模型グライダー協会
- 日本囲碁ボール普及会
- 日本犬ぞり連盟
- 日本International14協会
- 日本ウォーターサイクリング協会
- 日本腕相撲協会
- 日本ATV協会
- 日本エスキーテニス連盟
- 日本FJ協会
- 日本オーケーゴルフ協会
- 日本オールドMTB協会
- 日本お手玉の会
- 日本オプティミストディンギー協会
- 日本折紙協会
- 日本カイトセーリング協会
- 日本カイトボード協会
- 日本学生ダブルダッチ連盟
- 日本学生フライングディスク連盟
- 日本格闘競技連盟
- 日本カポエィラ連盟
- 日本カロム協会
- 日本擬似餌釣連盟
- 日本気球連盟
- 日本キャスティング協会
- 日本キャロム連盟
- 日本クラシックカー協会
- 日本クラシックカークラブ
- 日本クロッケー協会
- 日本クロリティー協会
- 日本警察消防スポーツ連盟
- 日本ゲーム協会
- 日本拳法会
- 日本拳法連盟
- 日本嵩山少林拳連盟
- 日本ゴールフリスビー協会
- 日本国際テコンドー協会
- 日本古武道協会
- 日本古武道振興会
- 日本こままわし普及協会
- 日本サイレントサーフィン連盟
- 日本サーフボール協会
- 日本皿まわし協会
- 日本サンバ振興会
- 日本シクロクロス競技主催者協会
- 日本室内自転車競技連盟
- 日本自転車トライアル協会
- 日本シーホッパー協会
- 日本シーホース協会
- 日本J/24クラス協会
- 日本ジェットスキー協会
- 日本ジェットスポーツ連盟
- 日本市民スポーツ連盟
- 日本ジャグリング協会
- 日本ジャズダンス協会
- 日本シャトルボール協会
- 日本シャンチー協会
- 日本杖道会
- 日本スカイクロス協会
- 日本スクエアダンス協会
- 日本スケートフォークダンス協会
- 日本スケートボーディング連盟
- 日本ストックウォーキング協会
- 日本ストリートダンス協会
- 日本スナイプ協会
- 日本スノーシューイング連盟
- 日本スノーボード協会
- 日本スポーツアクロ体操協会
- 日本スポーツウィップ協会
- 日本スポーツ皿回し連盟
- 日本スポーツ社会学会
- 日本スポールブール連盟
- 日本スリングショット協会
- 日本ソーラー・人力ボート協会
- 日本ソフトバレーボール連盟
- 日本孫臏拳協会
- 日本ターゲット・バードゴルフ協会
- 日本鷹狩協会
- 日本タッチアンドフラッグフットボール協会
- 日本タップダンス協会
- 日本チェス・プロブレム協会
- 日本チュックボール協会
- 日本ディスエイブル・パワーリフティング連盟
- 日本ディスクゴルフ協会
- 日本テコンドー協会
- 日本電気自動車レース協会
- 日本トスベースボール協会
- 日本トライアル連盟
- 日本トラックレーシング協会
- 日本南京玉すだれ協会
- 日本ノルディックフィットネス協会
- 日本パラシューティング連盟
- 日本パラモーター協会
- 日本パルクール協会
- 日本パワーボート協会
- 日本パンクラチオン協会
- 日本ハンディキャップビリヤード協会
- 日本ビーチボールバレー協会
- 日本ビリヤード機構
- 日本ビリヤード商工連合会
- 日本ファストボール協会
- 日本フィーエルヤッペン協会
- 日本フィールド・トライアル協会
- 日本フィットネスヨーガ協会
- 日本ブーメラン協会
- 日本470協会
- 日本4×4トライアル協会
- 日本プッシュ・プル連盟
- 日本フットバッグ協会
- 日本フットベースボール協会
- 日本武道協議会
- 日本フライボールネットワーク
- 日本フライボール育成協会
- 日本フラダンス協会
- 日本フラットランドスケートボード協会
- 日本フリスビードッグ協会
- 日本フリーテニス連盟
- 日本ブルライディング協会
- 日本フロアホッケー連盟
- 日本ブローカート協会
- 日本プロフェッショナルカイトボーディング協会
- 日本プロボディボード連盟
- 日本プロポケットビリヤード連盟
- 日本プロ麻雀協会
- 日本プロ麻雀連盟
- 日本プンチャック・シラット協会
- 日本ベイゴマ協会
- 日本ベンチレスト射撃協会
- 日本ボウガン射撃協会
- 日本ポケバイ協会
- 日本ホースシューズ協会
- 日本ホットロッド協会
- 日本ホバークラフト協会
- 日本麻雀機構
- 日本マウンテンバイク協会
- 日本マタニティビクス協会
- 日本マタニティ・ヨーガ協会
- 日本ミニテニス協会
- 日本鞭競技協会
- 日本メンタルフィットネス協会
- 日本模型航空機連盟
- 日本模型ヨット協会
- 日本モデルラジオコントロールカー協会
- 日本雪合戦連盟
- 日本ユニカール協会
- 日本ユニバーサルホッケー協会
- 日本ユニホック協会
- 日本ヨーガ瞑想協会
- 日本ヨーヨー協会
- 日本ヨットマッチレース協会
- 日本落下傘スポール連盟
- 日本ラート協会
- 日本ラフターズ協会
- 日本ランニングバイク連盟
- 日本リバーガイド協会
- 日本リフレッシュ・ウォーキング協会
- 日本レクリエーショナルカヌー協会
- 日本レクリエーション卓球連盟
- 日本レクリエーションカヌー連盟
- 日本レーシングサイドカー協会
- 日本ロッククローリング協会
- 日本ロープスキッピング連盟
- 日本ローンボウルズ委員会
- 日本ワナゲ協会
- パンパシフィック・マスターズゲーム日本事務局
- 北海道雪合戦連盟
- モデルRCヘリコプター協会
- ワールド・バス・ソサエティー